# Вэлень
Вэлень (рум. Văleni, Валены) — село в Кагульском районе Молдавии. Относится к сёлам, не образующим коммуну.

## География
Село расположено на высоте 6 метров над уровнем моря.

## Население
По данным переписи населения 2004 года, в селе Вэлень проживает 3021 человек (1476 мужчин, 1545 женщин).
Этнический состав села:
| Национальность | Число жителей | Процентный состав |
| -------------- | ------------- | ----------------- |
| молдаване      | 2961          | 98.01             |
| румыны         | 36            | 1.19              |
| гагаузы        | 8             | 0.26              |
| русские        | 7             | 0.23              |
| украинцы       | 5             | 0.17              |
| болгары        | 4             | 0.13              |
| Всего          | 3021          | 100%              |

## Известные уроженцы
- Водэ, Георгий Дмитриевич (1934—2007) — молдавский кинорежиссёр.
- Ненчев, Теодор (1913—1944) — молдавский поэт.